# MacRobertson-Luftrennen

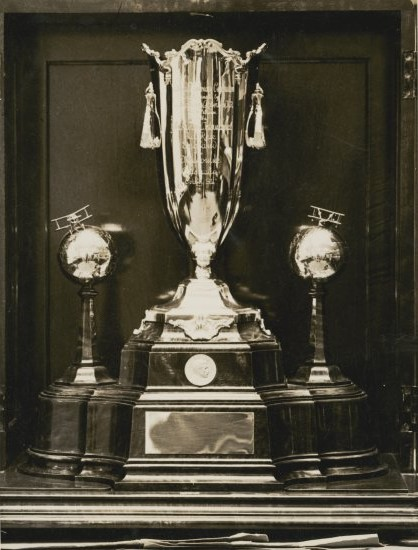
Der Siegerpokal des Rennens, die MacRobertson Air Race Trophy

Das MacRobertson-Luftrennen (Victorian Centenary Air Race) war ein Luftrennen für Flugzeuge, das vom 20. Oktober bis zum 5. November 1934 von England (Mildenhall bei Cambridge) nach Australien (Melbourne) stattfand. Anlass war das 100-Jahr-Jubiläum des australischen Bundesstaates Victoria und dessen Hauptstadt Melbourne. Namensgeber und Sponsor des Rennens war Sir Macpherson Robertson (1859–1945), Besitzer der Macrobertson’s Schokoladenfabrik, der einen Betrag von 75.000 US$ zur Verfügung stellte. Das Rennen führte über eine Basisentfernung von 18.200 km. Der Royal Aero Club führte das Rennen durch. Insgesamt wurden 27 Stützpunkte für das Aufnehmen von Betriebsstoffen eingerichtet. Diese wurden von Shell zur Verfügung gestellt. Für das Rennen mussten teilweise Flugplätze ausgebaut werden. Es existierten an den Stützpunkten auch Übernachtungsmöglichkeiten.
Es wurden zwei Gruppen zugelassen. Einmal war dies die Gruppe für das Geschwindigkeitsrennen, dessen Sieger der war, der zuerst in Melbourne eintraf. Darüber hinaus gab es eine Handicap-Gruppe, die 16 Tage Zeit hatte, die Strecke zurückzulegen, und deren Gewinner derjenige war, der die geringste reine Flugzeit auf Basis einer Handicap-Rechnung aufwies.
Die Flugzeuge unterlagen keiner Beschränkung, jedoch durfte die Besatzung außerhalb Englands nicht mehr getauscht werden. Es musste jedoch ein Lufttüchtigkeitszeugnis des jeweiligen Herstellerlandes vorliegen, als Nachweis, dass die Maschine den Mindestsicherheitsbestimmungen der International Convention of Air Navigation (ICAN) genügte. Außerdem musste pro Besatzungsmitglied eine eiserne Ration für drei Tage an Bord sein, ebenso Rettungs- und Signalmittel und eine ausreichende Instrumentierung.

## Strecke

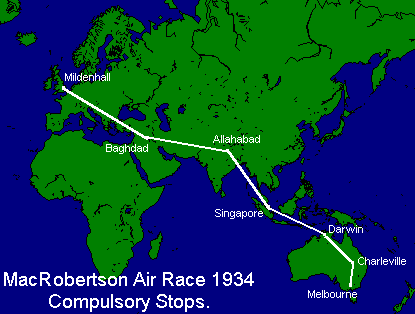
Streckenverlauf mit den Pflichtlandeplätzen

Neben Start- und Zielort waren als Kontrollpunkte die Flugplätze von Bagdad, Allahabad, Singapur, Darwin und Charleville vorgesehen. Zu den weiteren Orten für Zwischenlandungen gehörten Marseille, Rom, Athen, Bukarest, Aleppo, Bushire, Alor Star, Karatschi, Hyderabad, Kalkutta, Rangun, Rambang (Sumatra), Batavia (heute Jakarta), Bali, Kupang (Timor), Newcastle Waters Cloncurry und Narrowmine.

## Teilnehmer

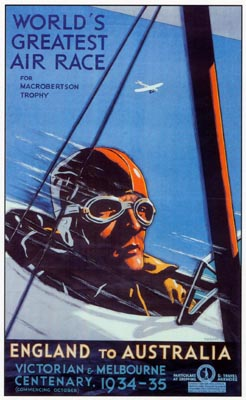
Zeitgenössisches Werbeplakat

Für dieses Rennen wurden in England einige spezielle Maschinen geschaffen, so die De Havilland DH.88 Comet, von der drei teilnahmen, und die Airspeed AS 8 Viceroy. Zu den Favoriten gehörte auch die Pander S4 Panderjager mit den Fliegerassen Geysendorffer, Asjes und Pronk. Mit Roscoe Turners Boeing 247 Warner Bros. Comet und der Douglas DC-2 Uiver der niederländischen Fluggesellschaft KLM nahmen auch zwei Passagierflugzeuge am Rennen teil.
Zu den bekanntesten Namen des Teilnehmerfeldes zählte auch Jim und Amy Mollison mit der Comet Black Magic, die sowohl solo als auch gemeinsam einige fliegerische Rekorde aufgestellt hatten. Sie waren als „Flying Sweethearts“ (fliegendes Liebespaar) bekannt. Roelof Jan Domenie, Passagier der Uiver, erwähnt jedoch, dass die beiden unbeliebt waren. Dies mag vielleicht am ausgeprägten Ehrgeiz der beiden Briten gelegen haben; Näheres dazu erläutert Domenie jedoch nicht.
Unter den Teilnehmern waren nur drei Frauen: Die später als „schnellste Frau der Welt“ bekannte Jacqueline Cochran musste mit ihrer Granville R-6H Q.E.D. in der Nähe von Bukarest nach einer Bruchlandung aufgeben. Die Britin Amy Johnson-Mollison, die gemeinsam mit ihrem Mann Jim Mollison ebenfalls unterwegs aufgeben musste, sowie die Deutsche Thea Rasche, die wegen Geldmangels über kein eigenes Flugzeug verfügte und deshalb als Passagierin der Uiver mitflog.
Zunächst waren 64 Maschinen gemeldet, die sich bis zum Starttag, dem 20. Oktober 1934, auf 20 Maschinen reduzierten. Darunter befand sich der Ire James F. Fitzmaurice, der seine Bellanca überladen hatte und nicht bereit war, sein Startgewicht durch das Mitführen einer geringeren Treibstoffmenge zu reduzieren. So wurde er nur wenige Stunden vor Rennbeginn ausgeschlossen.
Eine detaillierte Teilnehmerliste findet sich bei der Endwertung.

## Rennverlauf

### Erster Renntag
An die 60 000 Menschen verfolgten den Start in RAF Mildenhall. Die Flugzeuge standen in zwei Reihen, und der ursprünglich für 06:30 Uhr angesetzte Start musste mehrmals verschoben werden. Grund dafür waren nicht nur die Masse an Zuschauer, die sich noch auf dem Flugfeld tummelten, sondern auch ein blinder Passagier, der sich in die DC-2 schlich. Die Flugzeuge starteten im Abstand von 45 Sekunden auf Signal des Londoner Bürgermeisters Sir Alfred Bower.
Als erstes Flugzeug startete die Black Magic. Die Uiver startete als siebte Maschine. Die Comets nahmen sofort Kurs auf Bagdad, die Boeing 247 und die niederländische Panderjager flogen nach Athen, die Crew der DC-2 Uiver entschied sich für Rom, Jackie Cochrans Q.E.D. flog Bukarest an. Die Baby Ruth nahm Kurs auf Marseille, schaffte es aber aufgrund von Treibstoffproblemen nur bis Lyon und erreichte Rom erst am Abend. Alle anderen Maschinen wählten Marseille oder Rom als erste Station.
Schon am ersten Tag gab es die ersten Ausfälle: Die Q.E.D. kam aufgrund verschiedener technischer Probleme nicht über Bukarest hinaus, die speziell für das Rennen konstruierte Airspeed Viceroy schaffte es nur bis Athen. Zudem kristallisierte sich eine Gruppe aus sechs Favoriten heraus: Es handelte sich um die drei Comets, die niederländischen Flugzeuge Panderjager und Uiver sowie die Boeing 247 von Roscoe Turner.
In Bagdad lag die Comet Black Magic in Führung mit einem geringen Vorsprung auf die Comet Grosvenor House. Auf den Plätzen 3 und 4 lagen die Panderjager und Uiver. Sie alle starteten am Ende des ersten Renntages in Richtung Allahabad.

### Zweiter Renntag
Am Morgen des 21. Oktobers startete die Baby Ruth mit großem Rückstand auf die führenden Maschinen von Rom aus in Richtung Athen. Kurz danach passierte der tragischste Zwischenfall im Rennen: H. D. Gilman und J. K. Baines verunglückten mit ihrer Fairey Fox in der Nähe von Palazzo San Gervasio, Italien. Es sollten die einzigen Todesfälle während des Rennens bleiben. Ein zweites Unglück am gleichen Tage, bei dem sich die Lockheed Vega Puck in Aleppo überschlug, verlief für die Piloten glimpflich.
Währenddessen setzte die Black Magic eine neue Bestmarke für Flüge von England nach Indien, als sie Karatschi (heute Pakistan) erreichte. Kurz nach dem erneuten Start jedoch bemerkten die Mollisons, dass sich ihr Fahrwerk nicht einfahren ließ. So waren sie zur Rückkehr nach Karatschi gezwungen.
Die Grosvenor House und die Uiver nutzten dies und überholten die Black Magic in Karatschi, während die „Panderjager“ bei der Landung beschädigt wurde und erst nach längeren Reparaturen das Rennen wieder aufnehmen konnte. Auch die dritte Comet, die grüne G-ACSR, hatte bei der Landung in Karatschi technische Probleme. Ihr machte ein Ölleck zu schaffen.
Die Grosvenor House erreichte als erste Allahabad und flog schnell wieder in Richtung Singapur ab. Auch die Zwischenlandung der Uiver erfolgte problemlos, die Niederländer nahmen danach Kurs auf Kalkutta. Roscoe Turner schob sich mit seiner Boeing 247 aufgrund der Zwischenfälle auf Platz 3 vor, hatte aber aufgrund von schlechtem Wetter Probleme beim Anflug auf Allahabad, wo sie eine Zeitlang als vermisst galten. Die Black Magic erreichte Allahabad mit Verspätung, nachdem aus Treibstoffmangel eine unplanmäßige Zwischenlandung in Jobbolpore (Indien) erfolgte. Da dort kein Flugbenzin vorhanden war, wichen sie auf niederoktaniges Benzin aus. Nachdem schon im Flug Probleme auftauchten, stellten die Mollisons in Allahabad fest, dass der Motor irreparabel beschädigt war und gaben das Rennen dort auf. Auch die Panderjager und die grüne Comet erreichten Allahabad mit Verspätung. Während der Aufenthalt der Comet diesmal problemlos verlief, wurde die Panderjager bei der Landung beschädigt. Nach der Reparatur mit Ersatzteilen (aus Kalkutta per Bahn) streifte sie beim Start einen Scheinwerferwagen und ging in Flammen auf. Vier Personen wurden teils schwer verletzt.
Am Ende des zweiten Renntages erreichte die Grosvenor House, nach Problemen mit starken Stürmen, sicher den Flugplatz von Singapur und machte sich auf den Weg nach Darwin in Australien. Die zweitplatzierte DC-2 war auf dem Weg von Kalkutta nach Rangun. Auf Platz 3 und 4 folgten die Boeing 247 und die zweite Comet.

### Dritter Renntag
Am Anfang des dritten Renntages erreichte die Grosvenor House Darwin mit einem Ölleck. Dort wurde die Maschine notdürftig repariert. Etwas später, in Charleville (Queensland), musste die Comet erneut zwischenlanden, um weitere Reparaturarbeiten am Triebwerk vornehmen zu lassen. Dennoch erreichte die Grosvenor House am Ende des dritten Renntages nach 71 Stunden, 0 Minuten und 23 Sekunden als erstes Flugzeug das Ziel in Melbourne.
Die Uiver erreichte Singapur mit 8 Stunden Rückstand auf die Grosvenor House, hatte aber immer noch die Hoffnung, durch die kurze Bodenzeit von weniger als 30 Minuten den Rückstand zu reduzieren. Ihr Vorsprung auf die Boeing 247 belief sich ebenfalls auf etwa 8 Stunden. Nur 200 Meilen vor Melbourne flog die DC-2 in ein starkes Gewitter und war zur Notlandung gezwungen. Nach stundenlangem Kreisen und der Suche nach einer geeigneten Landestelle (zu diesem Zeitpunkt war es Nacht in Australien) hörten die Bewohner der Kleinstadt Albury das Motorengeräusch der Uiver. Die Bevölkerung beleuchtete einen Acker mit ihren Autoscheinwerfern, und so konnte die DC-2 auf dem improvisierten Feld landen. Zu diesem Zeitpunkt befanden sich Hunderte von Menschen vor dem KLM-Hauptgebäude in den Niederlanden und warteten auf die Nachricht, dass die Uiver sicher gelandet sei. Auch eine Aufforderung vom KLM-Präsident Albert Plesman, nach Hause zu gehen, hielt die Massen nicht davon ab, bei strömendem Regen auf ein Lebenszeichen „ihrer“ DC-2 zu warten. Der Kapitän der DC-2, Koene Dirk Parmentier, entschloss sich, erst bei Tage weiterzufliegen.
Roscoe Turner konnte jedoch keinen Vorteil daraus ziehen. Die Boeing 247 wurde aufgrund technischer Probleme ebenfalls zu einer Notlandung gezwungen. Öl tropfte auf ein heißes Metallteil in der Triebwerksverkleidung. Turner bat per Telegraf um Erlaubnis, ohne Verkleidung fliegen zu dürfen, und erhielt diese, jedoch unter der Bedingung, dass er die Verkleidung als Ballast weitertransportieren musste. Die Crew entschied sich jedoch, mit dem rauchenden Triebwerk weiterzufliegen, in der Hoffnung, die Niederländer doch noch zu überholen.

### Vierter Renntag

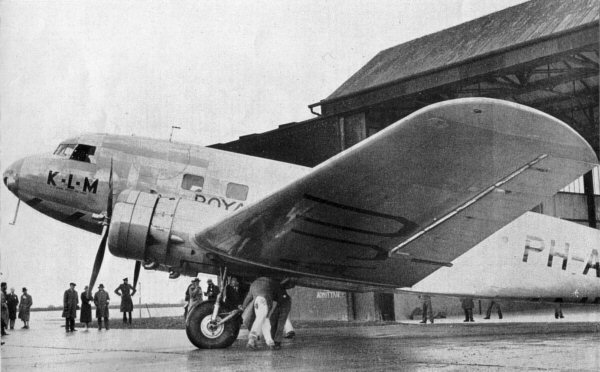
Die niederländische Douglas DC-2 Uiver

Am Morgen danach war die Uiver erneut auf die Hilfe der Bewohner von Albury angewiesen. Durch den Regen war die DC-2 mit dem Fahrwerk im Schlamm versunken. Hunderte von Menschen halfen dabei, die Maschine zu befreien. Mit Holzbohlen wurde ein halbwegs fester Untergrund für den Start gelegt. Damit die Maschine sicher starten konnte, beschloss man, jedes überflüssige Gramm an Gewicht in Albury zu lassen. Dazu gehörte die Post, die Fracht, das Gepäck, Teile der Inneneinrichtung, die Passagiere und sogar der Bordingenieur Prins und der Funker van Brugge. Die „Uiver“ hob sicher in Richtung Melbourne ab und erreichte 58 Minuten später das Ziel. Mit 90 Stunden und 13 Minuten erreichte die DC-2 als zweites Flugzeug Melbourne. Dabei half der DC-2 nicht nur die Tatsache, dass sie als einzige der Favoritengruppe ohne technische Probleme das Ziel erreichte. Auch die kurzen Bodenzeiten waren Trumpf der schwerbeladenen Maschine. So war der gewohnte Satz „OK, Gentlemen, zurück an Bord“ für die Passagiere das Zeichen, nach meist nur 30 Minuten wieder zurück in das Flugzeug zu steigen. Die reine Flugzeit der Uiver betrug 81 Stunden, 10 Minuten und 36 Sekunden.
Die letzte Hoffnung für Roscoe Turner, die Niederländer doch noch zu überholen, zerschlug sich, als die rauchenden Triebwerke die Boeing erneut zur Landung zwangen. 2 Stunden und 42 Minuten nach der DC-2 erreichte die Boeing das Ziel.
Am fünften Renntag landete die grüne Comet in Melbourne, in den nächsten 10 Tagen erreichten fünf weitere Maschinen ihr Ziel. Zwei weitere Flugzeuge erreichten Melbourne rund einen Monat nach Rennbeginn, wurden jedoch nicht mehr gewertet.

## Endwertung
| Offizielle Wertung                                | Offizielle Wertung | Offizielle Wertung                                                             | Offizielle Wertung |
| ------------------------------------------------- | --- | ------------------------------------------------------------------------------ | ------------------ |
| De Havilland DH.88 Comet G-ACSS Grosvenor House   | C.W.A. Scott, T. Campbell Black Großbritannien | Zeit 71h 0m                                                                    |                    |
| Douglas DC-2 PH-AJU Uiver                         | Koene Dirk Parmentier (Kapitän), Jan J. Moll (Kopilot) Bouwe Prins (Bordingenieur), Cor van Brugge (Funker) Roelof Jan Domenie, P.M.J. Gilissen und Thea Rasche (Passagiere) Niederlande | Zeit 90h 13m Gewinner des Handicaprennens                                      |                    |
| Boeing 247-D NR257Y Warner Bros. Comet            | Roscoe Turner (Kapitän), Clyde Pangborn (Kopilot), Reeder Nichols (Funker) USA | Zeit 92h 55m                                                                   |                    |
| De Havilland DH.88 Comet G-ACSR                   | O. Cathcart Jones, K.F. Waller Großbritannien | Zeit 108h 13m                                                                  |                    |
| Miles Hawk Major ZK-ADJ                           | S/Ldr. M. McGregor, H.C. Walker Neuseeland | Zeit 7d. 14hr Schnellste einmotorige Maschine                                  |                    |
| Airspeed AS.5 Courier G-ACJL                      | S/Ldr. D. Stodart, Sgt. Pilot K. Stodart Großbritannien | Zeit 9d 18hr                                                                   |                    |
| De Havilland DH.80 Puss Moth VH-UQO My Hildegarde | C.J. 'Jimmy' Melrose Australien | Zeit 10d 16hr Zweiter Sieger im Handicaprennen                                 |                    |
| Desoutter Mk.II OY-DOD                            | Lt. M. Hansen, D. Jensen Dänemark | Ankunft 31. Oktober                                                            |                    |
| De Havilland DH.89 Dragon Rapide ZK-ACO           | J.D. Hewitt, C.E. Kay, F. Stewart Neuseeland | Ankunft 3. November                                                            |                    |
| Nicht gewertet                                    | |                                                                                |                    |
| Miles Falcon G-ACTM                               | H.L. Brook, Miss E. Lay (passenger) Großbritannien | Ankunft 20. November                                                           |                    |
| Fairey IIIF G-AABY                                | F/O C.G. Davies, Lt.Cdr. C.N. Hill Großbritannien | Ankunft 24. November                                                           |                    |
| Fairey Fox I G-ACXO                               | R. Parer, G. Hemsworth Australien | Gab das Rennen in Paris auf                                                    |                    |
| Lambert Monocoupe 145 NC501W Baby Ruth            | J.H. Wright, J. Polando Warner USA | Gab das Rennen in Kalkutta auf                                                 |                    |
| De Havilland DH.88 Comet G-ACSP Black Magic       | Jim Mollison & Amy Johnson-Mollison Großbritannien | Gab das Rennen mit Motorproblemen in Allahabad auf                             |                    |
| Pander S4 PH-OST Panderjager                      | G.J. Geysendorffer, D.L. Asjes, P. Pronk Netherlands | Flugzeug in einer Kollision am Boden in Allahabad zerstört.                    |                    |
| British Aircraft Eagle G-ACVU                     | F/Lt. G. Shaw Großbritannien | Gaben das Rennen in Bushire auf                                                |                    |
| Lockheed Vega G-ABGK Puck                         | J. Woods, D.C. Bennett Australien | Aufgabe nach Überschlag bei der Landung in Aleppo                              |                    |
| Airspeed AS.8 Viceroy G-ACMU                      | N. Stack, S.L. Turner Großbritannien | Gaben das Rennen wegen Bremsenproblemen in Athen auf                           |                    |
| Granville R-6H NX14307 Q.E.D.                     | Jackie Cochran, W. Smith Pratt USA | Gaben das Rennen mit Problemen an den Landeklappen in Bukarest auf             |                    |
| Fairey Fox I G-ACXX                               | H.D. Gilman, J.K. Baines Großbritannien | Absturz in der Nähe von Palazzo San Gervasio in Italien, beide Piloten starben |                    |

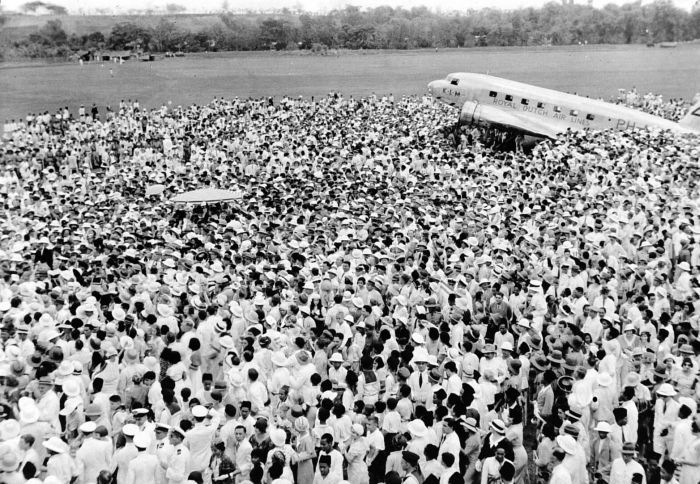
Die Uiver in Surabaya, Java (7. November 1934)

Das Geschwindigkeitsrennen entschied die DH 88 Comet Grosvenor House mit den Piloten Scott und Campbell Black in einer Zeit von 71 Std. 0 Min. 18 Sek. für sich. Die DC-2 hätte dabei im Geschwindigkeitsrennen den zweiten Platz belegt, verzichtete jedoch auf diesen, weil Parmentier nach einer Notlandung in der zweiten Hälfte der letzten Etappe regelwidrig ohne Nutzgewicht und Passagiere und nur mit Kopilot geflogen war. Andere Quellen hingegen berichten, dass die Besatzung der Uiver auf den zweiten Platz im Geschwindigkeitsrennen verzichten musste, da nur ein Preis (entweder im Geschwindigkeitsrennen oder im Handicaprennen) beansprucht werden konnte. Parmentier soll sich daraufhin für den Sieg in der Handicapwertung entschieden haben.
Die Uiver wurde Sieger des Handicaprennens, der zweite Platz in dieser Wertung ging an die australische De Havilland Puss Moth My Hildegarde, die nach 10 Tagen und 16 Stunden das Ziel erreichte.
Die Piloten Harold D. Gilman und James K. Baines aus Großbritannien bezahlten das Rennen mit ihrem Leben, als sie mit ihrer Fairey Fox I in Italien tödlich verunglückten.

## Die Flugzeuge heute

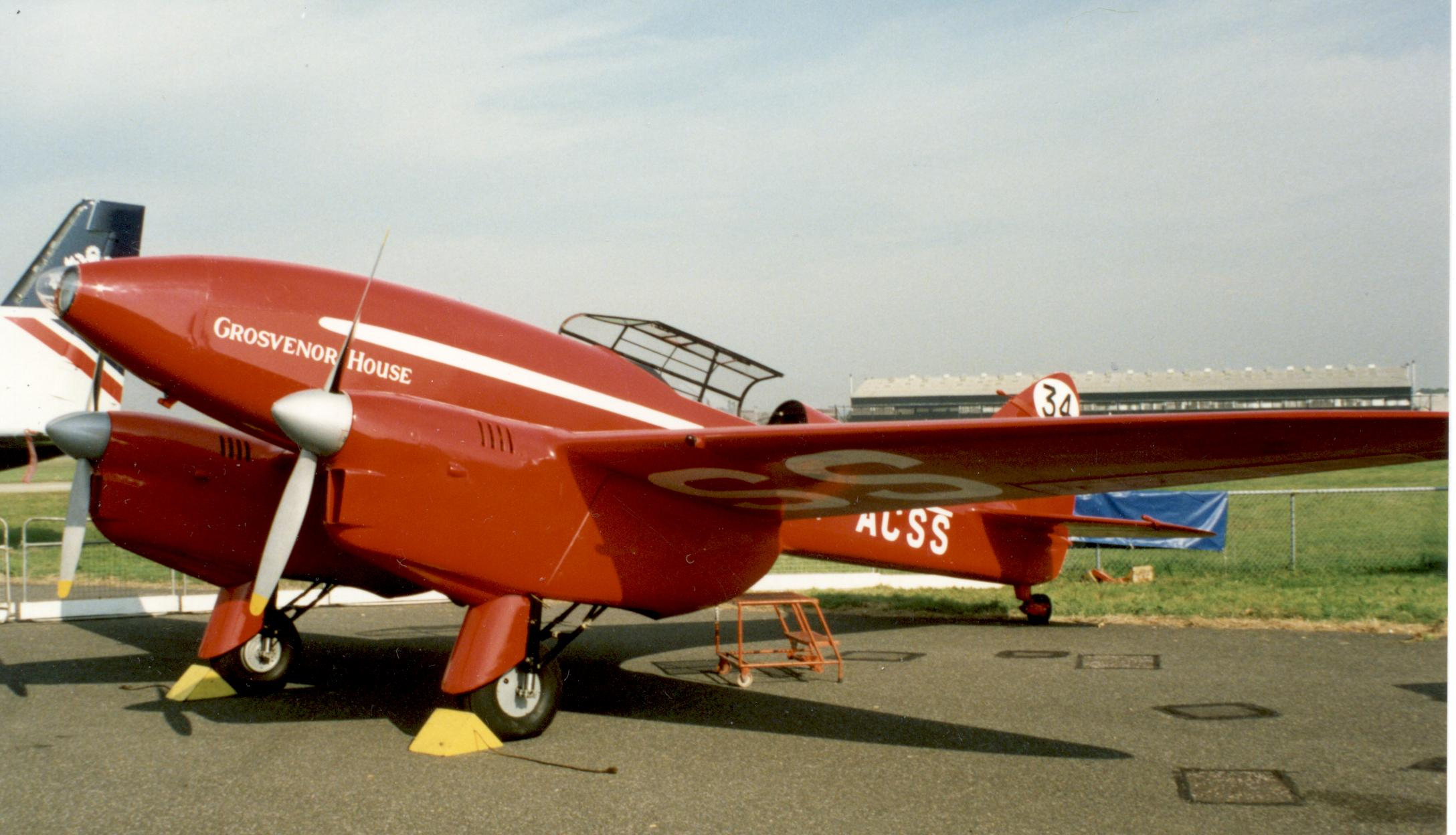
G-ACSS Grosvenor House in Farnborough, das Flugzeug ist heute ein Teil der Shuttleworth Collection

Die Grosvenor House tourte nach dem Erfolg noch eine Zeitlang in Australien, bevor sie nach England zurückflog. Sie wurde eine Zeitlang in einem Museum ausgestellt, bevor sie wieder flugtüchtig gemacht wurde. Heute ist sie ein gerngesehener Gast auf Flugshows und Oldtimer-Ausstellungen.
Die Black Magic galt nach 1937 als verschollen, bis sie 1979 in einer Scheune in Portugal auftauchte. Sie ist heute ein Restaurationsprojekt.
Die Douglas DC-2 und die Boeing 247 setzten ein deutliches Signal für die zivile Luftfahrt. Mit ihren Erfolgen war das Zeitalter der Ganzmetallflugzeuge endgültig angebrochen. Die Uiver war eine Zeitlang in Europa unterwegs, bevor sie wieder auf der Strecke Amsterdam-Batavia eingesetzt wurde. Sie stürzte noch im Dezember 1934 auf einem dieser Flüge ab. Eine ursprünglich der Royal Australian Air Force gehörende DC-2 trägt heute die Farben der Uiver und ist im Besitz des Museums Aviodrome im niederländischen Lelystad. Dabei handelt es sich um die letzte flugtüchtige DC-2 der Welt.
Die Boeing 247 hängt heute im National Air And Space Museum der USA. Auch die Q.E.D. ist in einem Museum ausgestellt, jedoch in Mexiko.
Die Baby Ruth ist, ähnlich wie die Black Magic, ein ruhendes Restaurationsprojekt.